# Cycais
Cycais is een geslacht van spinnen uit de familie van de loopspinnen (Corinnidae).

## Soorten
- Cycais cylindrata Thorell, 1877
- Cycais gracilis Karsch, 1879